# Rendőrakadémia 7. – Moszkvai küldetés
A Rendőrakadémia 7. – Moszkvai küldetés (eredeti cím: Police Academy 7: Mission to Moscow) 1994-ben bemutatott amerikai akció-filmvígjáték, a Rendőrakadémia-sorozat hetedik és egyben utolsó része, és főképp Moszkvában játszódik. Az élőszereplős játékfilm rendezője Alan Metter, producerei Paul Maslansky. A forgatókönyvet Randolph Davis és Michele S. Chodos írta, a zenéjét Robert Folk szerezte. A mozifilm gyártója és forgalmazója a Warner Bros. Pictures.
Amerikában 1994. augusztus 26-án mutatták be a mozikban. Magyarországon viszonylag kevés késéssel bemutatták, a mozikban feliratos változatban vetítették. A magyar változatot 1995. június 8-án adták ki VHS-en.

## Cselekmény
Egy orosz maffiózó, Konstantyin Konali megfertőzte a világot egy játékprogrammal, de nagyobb hatalomra vágyik. Az orosz rendőrök az amerikai kollégák segítségét kérik, így érkezik meg Moszkvába Lassard parancsnok és válogatott különítménye. Lassard persze már a repülőtérnél bajba keveredik, egy másik kocsiba száll be, így egy orosz családhoz kerül, akik éppen temetik a rokonukat. Az orosz hadnagy, akinek az amerikaiakra kellene vigyáznia, az eltűnt Lassard helyett egy szállodai alkalmazottat zár be Lassard szobájába, felbérelve, hogy mindig mondja azt, ha kopognak, hogy a fürdőszobában van, majd csatlakozik. A többiek közben ilyen-olyan kalandokba kerülnek, szokás szerint, majd egy álruhás akció után Konali közelébe férkőznek, és egy balett-előadás során megpróbálják letartóztatni. Közben a számítógépzseni Connors segítségével sikerül kideríteni, hogyan akarja Konali elérni a világ összes számítógépét: az új játékával. szerencsére a film végére a főhősök ezt meghiúsítják, és még Lassard is előkerül, és letartóztatja Konalit.

## Szereplők
| Szereplő                                 | Színész              | Magyar hang        |
| ---------------------------------------- | -------------------- | ------------------ |
| Eric Lassard parancsnok                  | George Gaynes        | Horkai János       |
| Eugene Tackleberry őrmester              | David Graf           | Barbinek Péter     |
| Larvell Jones őrmester                   | Michael Winslow      | Breyer Zoltán      |
| Debbie Callahan százados                 | Leslie Easterbrook   | Menszátor Magdolna |
| Kyle Connors kadét                       | Charlie Schlatter    | Czvetkó Sándor     |
| Konstantin Konalij                       | Ron Perlman          | Beregi Péter       |
| Adam Sharp                               | Richard Israel       | Minárovits Péter   |
| Thaddeus Harris százados                 | G. W. Bailey         | Szersén Gyula      |
| Talinszkij hadnagy                       | Gregg Berger         | Csuja Imre         |
| Alexander Nyikolajevics Rakov parancsnok | Christopher Lee      | Szokolay Ottó      |
| Katrina                                  | Claire Forlani       | Rudolf Teréz       |
| Londiner                                 | Vlagyimir Dolinszkij | Bata János         |
| Elsie, TV-s hírfelolvasónő               | Pamela Guest         | Némedi Mari        |
| Ed, TV-s hírfelolvasó                    | Stuart Nisbet        | Horányi László     |
| Kiképző őrmester                         | Robert Iannaccone    | Horányi László     |
| Hírigazgató                              | David St. James      | Végh Ferenc        |
| Mihail Konalij                           | Valeri Jaremenko     | Vizy György        |
| Zongorista                               | Julius LeFlore       | Vizy György        |
| Leonyid                                  | Vadim Dolgacsjov     | N/A                |
| Mary                                     | Carolyn Kelson       | Koffler Gizi       |
| Pátriárka                                | Nyikolaj Pasztuhov   | N/A                |
| Idős nő a Gorkij parkban                 | Marija Vinogradova   | N/A                |
| Jelcin                                   | Alexander Skorokhod  | Palóczy Frigyes    |
| Cirkuszi porondmester                    | Zaven Martiroszjan   | Palóczy Frigyes    |

## Forgatás
A filmet Moszkvában forgatták, 1993. szeptember 13. és november 10. között.